# Дворецкие
Дворецкие (Дворетские, пол. Dworzecki) — дворянский род.
1. Среди помещиков Шелонской пятины записаны четырнадцать представителей рода Дворецких (1570). Афанасий Яковлевич и Казарин Шарапов Дворецкие вёрстаны поместными окладами в Шелонской пятине (1596). Новгородский сын боярский Дмитрий Дворецкий жалован за Литовский поход (1621). В Новгородской писцовой книге записаны пять представителей рода (1626-1627)[1].
2. Иноземец Василий Иванович Дворецкий служил рейтарскую службу и ему было дано Государственное жалование (1665). Брацловский полковник Василий Фёдорович Дворецкий — ездил в Москву с гетманом Брюховским и был жалован во дворяне, киевский полковник, активный участник восстания Богдана Хмельницкого[1].

## Описание герба
В голубом поле золотая звезда сопровождаемая золотыми: сверху — кавалерским крестом, а слева — полумесяцем.
Щит увенчан дворянским шлемом, в нашлемнике такая же как в щите звезда и два страусовых пера; намёт голубой подложен серебром.